# Lehm

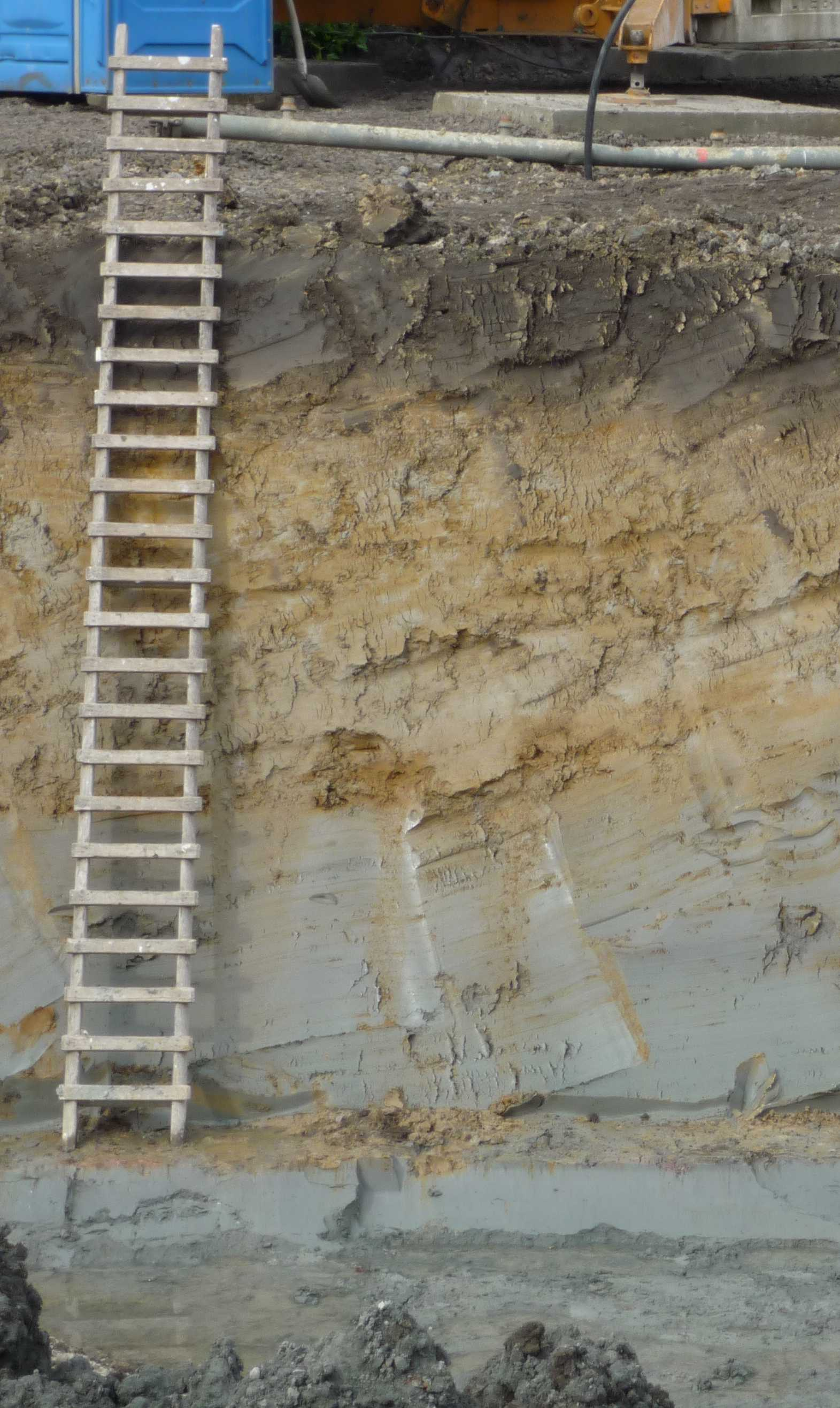
Verschiedene tonige Mineralien an der Wand einer Baugrube (Rheda-Wiedenbrück)

Lehm (von mittelhochdeutsch leim, wie „Leim“, von mittelhochdeutsch līm, zu einer indogermanischen Wurzel *lei-, „schleimig, glitschiger Boden, über etwas hinstreichen“, gehörig) ist eine Mischung aus Sand (Korngröße > 63 µm), Schluff (Korngröße > 2 µm) und Ton (Korngröße < 2 µm). Er entsteht entweder durch Verwitterung aus Fest- oder Lockergesteinen oder durch die unsortierte Ablagerung der genannten Bestandteile. Unterschieden werden je nach Entstehung Berglehm, Gehängelehm, Geschiebelehm (Gletscher), Lösslehm (Löss) und Auenlehm (aus Flussablagerungen). Lehm ist weit verbreitet und leicht verfügbar, er stellt (gebrannt oder ungebrannt) einen der ältesten Baustoffe dar.

## Zusammensetzung

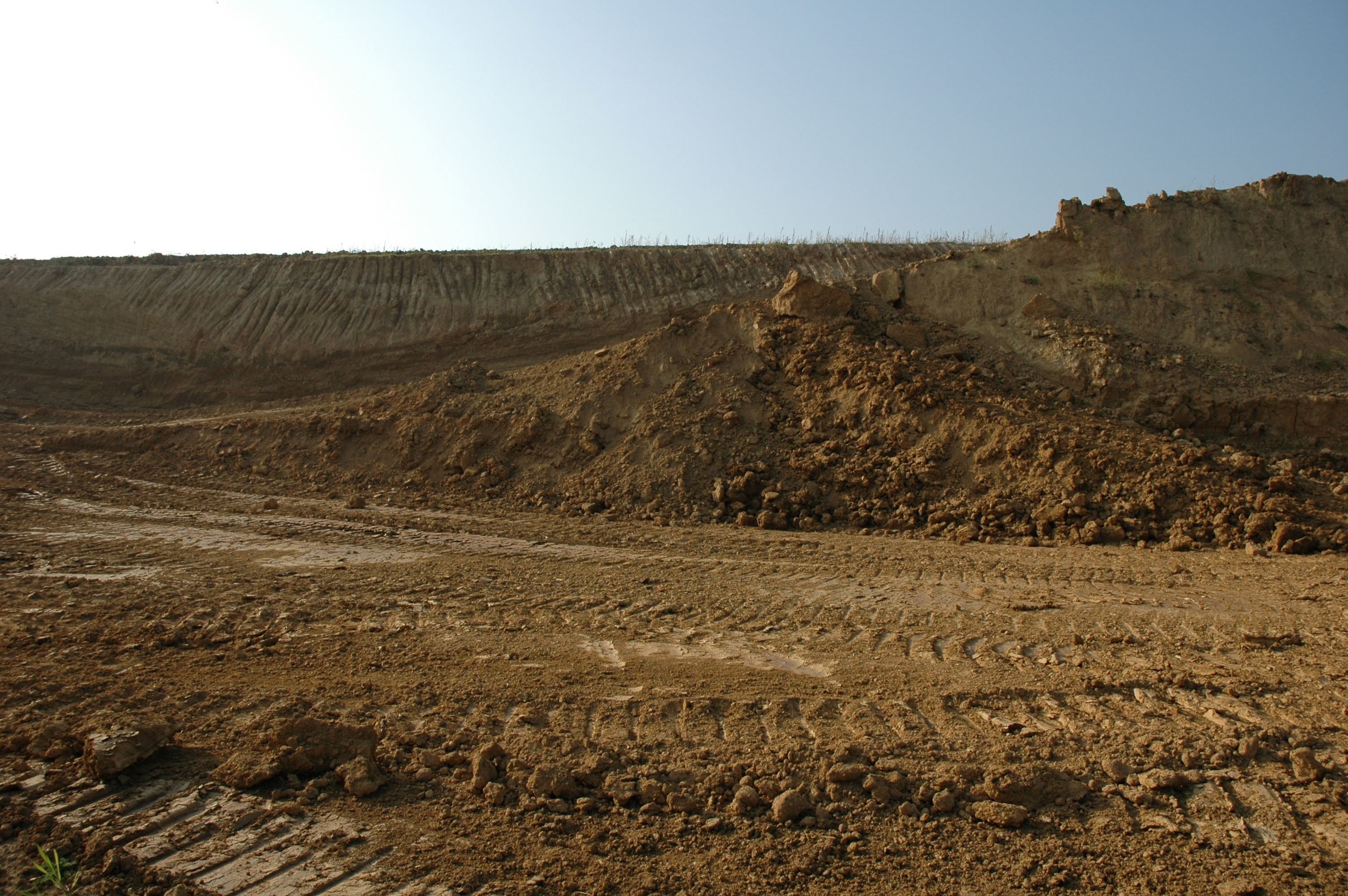
Eine Lehmgrube (Ziegellehm)

Die Mischungsverhältnisse von Sand, Schluff und Ton können innerhalb definierter Grenzen schwanken. In geringerem Umfang können Kies und Bruchsteine enthalten sein. Lehm mit nennenswertem Gehalt an Kalk, etwa in Folge wenig fortgeschrittener Verwitterung oder bei der Entstehung durch Ablagerung kalkigen Materials, wird als Mergel bezeichnet. Lehm mit geringem Kalkgehalt wird auch Letten genannt. Tonreiche Lehme werden als fett bezeichnet (nicht im Sinne von fetthaltig), tonarme als mager.

## Eigenschaften
Lehm ist nicht so plastisch und wasserundurchlässig wie reiner Ton, da er gröbere Bestandteile wie Sand und Schluff enthält. In feuchtem Zustand ist Lehm formbar, in trockenem Zustand fest. Bei Wasserzugabe quillt Lehm, beim Trocknen schwindet oder schrumpft er. Lehm wirkt als Puffer für die Luftfeuchtigkeit wie auch auf die Feuchtigkeit angrenzender Materialien.
Lehm ist auch bei einem Faseranteil bis 1 % unbrennbar und zu Brandschutzzwecken verwendbar. Er besitzt auch eine hohe Wärmekapazität, da er beim Erhitzen sein gebundenes Wasser abgibt. Lehm zählt wie auch Ziegel nach DIN 4102 Teil 4 (Brandverhalten von Baustoffen und Bauteilen) zur Baustoffklasse A1.

## Entstehung
Lehm entsteht durch Verwitterung aus Fest- oder Lockergesteinen oder durch die unsortierte Ablagerung der oben genannten Bestandteile. Unterschieden werden je nach Entstehung:
- Geschiebelehm: von Gletschern und Eisschilden abgelagertes Sediment
- Berglehm, Gehängelehm: durch Verwitterung von Felsgestein, meist in höheren Lagen entstandener Lehm
- Lösslehm, durch Entkalkung und Verlehmung von durch Winden umgelagerten Löss
- Auelehm, Schwemmlehm: von Wasser umgelagerter Lehm

## Bodenbildung auf Lehm
Aufgrund des hohen Anteils verwitterbarer Minerale, die zudem von einer guten Speicherfähigkeit für Nährstoffe und Wasser begleitet wird, entstehen aus Lehm im Allgemeinen fruchtbare Böden.

## Lehm als Baumaterial

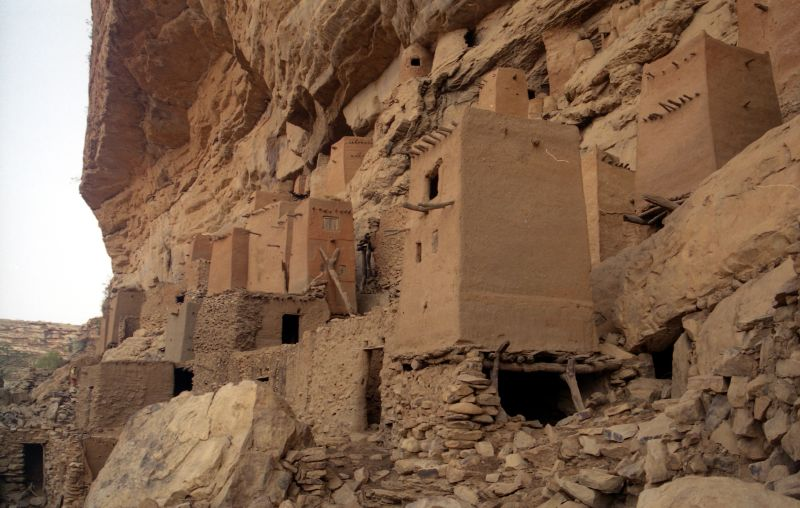
Kornspeicher der Dogon (Mali) aus Lehm

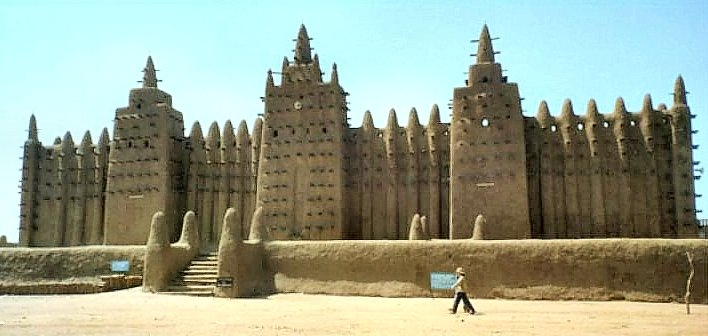
Die Große Moschee von Djenné in Mali

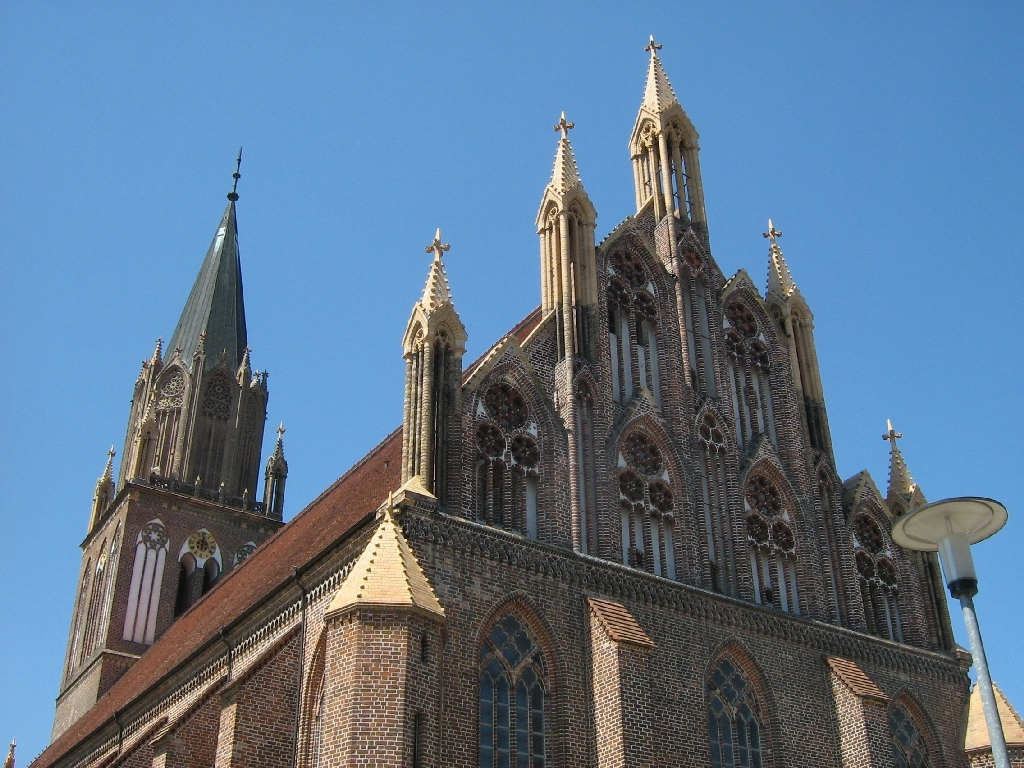
St. Marien in Neubrandenburg, ein Beispiel der Backsteingotik. Das Ausgangsmaterial der Ziegel („Backsteine“) ist Lehm.

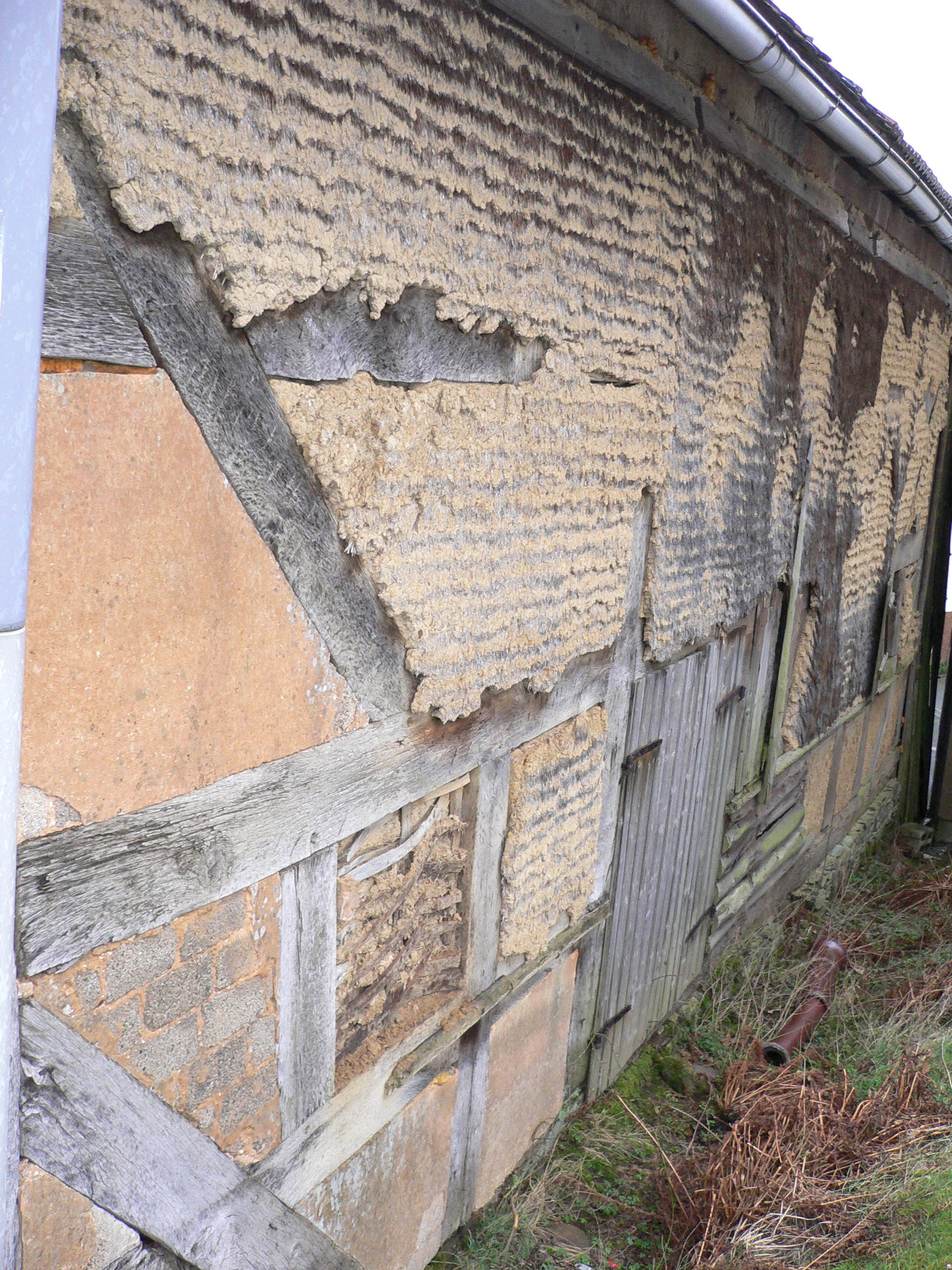
Strohlehmwand an einer alten Scheune in Bad Endbach-Wommelshausen

Lehm ist das älteste im Bauwesen verwendete Bindemittel, neben Holz das älteste Baumaterial (Stampflehm) des Menschen und gehört mit Kalk – und seit Beginn des 20. Jahrhunderts Zement – zu den wichtigsten mineralischen Baustoffen. In Ziegeleien wird der aus Lehmgruben gewonnene Baustoff in verschiedene Ziegelformen gebracht und zur Erhöhung der Festigkeit gebrannt.
Lehm wird auch ungebrannt verwendet: Lehmbautechniken sind seit mehr als 9000 Jahren bekannt, und noch heute lebt etwa ein Drittel der Weltbevölkerung in Lehmhäusern. Aus Lehm und Lehmziegeln wurden große Gebäude errichtet, so etwa die Große Moschee von Djenné in Mali oder die Zikkurat von Tschoga Zanbil im heutigen Iran.
In den meisten Gebäuden, die in kalkarmen Regionen Deutschlands vor 1950 errichtet wurden, findet sich Lehm, etwa in den Gefachen von Fachwerkhäusern (zumindest in den Innenwänden), als Lehmputz und teilweise in den Geschossdecken.
Lehmestrich wird in Kellerräumen, Tennen und Scheunen verwendet. Wegen seiner feuchtigkeitsregulierenden Eigenschaften wird er auch heute noch in Kellern zur Lagerung von Obst und Gemüse verwendet.
In manchen Dörfern finden sich noch alte Lehmgruben, aus denen früher der Lehm abgebaut wurde. Zu fetter Lehm (mit hohem Tonanteil) wird mit scharfem Sand abgemagert. Verschiedene einfache Prüfverfahren geben Aufschluss darüber, ob der Lehm eine geeignete Konsistenz hat:
- Für die Kugelfallprobe wird gut durchgearbeiteter erdfeuchter Lehm zu einer Kugel mit etwa 5 cm Durchmesser geformt, getrocknet (gegebenenfalls bei 60 °C im Ofen) und anschließend aus einer Höhe von 1 Meter auf einen harten Boden fallen gelassen. Wenn die Kugel zu Krümeln und Sand zerfällt, ist der Lehm zu mager und unbrauchbar. Zerspringt die Kugel in mehrere Teile, ohne vollständig zu zerfallen ist der Lehm mittelfett und brauchbar. Bleibt die Kugel ganz ist der Lehm fett bis sehr fett, brauchbar, doch schwierig aufzubereiten.
- Beim Zigarrentest wird der durchgeknetete Lehm zu einer etwa 3 cm dicken und 25 cm langen Zigarre gerollt. Die Zigarre wird anschließend waagerecht liegend, langsam über eine Tischkante geschoben, bis der vordere Teil unter seinem eigenen Gewicht abbricht und zu Boden fällt. Wenn die Länge des abgebrochenen Stücks weniger als 5 cm beträgt, handelt es sich um mageren Lehm. Ist sie länger als 20 cm, ist der Lehm fett. Für einen Lehm-Grundputz sollte die Länge weniger als 10 cm, für einen dünnen Lehmoberputz, mehr als 15 cm betragen.
- Um mehrere Lehme zu vergleichen, kann man sie jeweils in einen etwa 1 cm langen, aus einem Abwasserrohr mit 50 mm Durchmesser geschnittenen, Ring pressen und trocknen lassen. Wenn die Scheibe anschließend nicht von selber aus dem Ring fällt und sich einfach in Pulver zerschlagen lässt, handelt es sich um mageren Lehm. Ist die Scheibe beim Trocknen geschwunden und lässt sich einfach zu Pulver zermahlen, handelt es sich um schluffigen (kalkhaltigen) Lehm. Ist Schwund aufgetreten, doch die Scheibe lässt sich nur schwer in Pulver zermahlen, liegt ein fetter Lehm vor.
- Um ein Gefühl für verschiedene Lehme zu bekommen, reibt man sich die Hände mit feuchtem Lehm ein und wäscht ihn anschließend wieder ab. Ist er schwer abzuspülen, handelt es sich wohl um fetten Lehm.
- Beim Zerreiben einer geringen Menge Lehm zwischen den Fingern lässt sich feststellen, welche Körnung der im Lehm enthaltene Sand hat oder ob es sich um reinen Ton handelt.[2]

Seit Anfang der 1980er Jahre wird Lehm als umweltfreundlicher und gesunder Baustoff wie auch als ein hauptsächlich im Innenbereich eingesetztes Gestaltungsmittel (Lehmputze, Lehmfarben) wieder vermehrt eingesetzt.
Da Lehm nur physikalisch aushärtet (und nicht wie die meisten anderen Baustoffe chemisch abbindet), wird er in Nord- und Mitteleuropa im Außenbereich meist witterungsgeschützt eingesetzt.
Lehme, die sich zum Brennen eignen, sind im Allgemeinen sandige Tone, etwa Ziegellehm als Ausgangsmaterial für das Brennen von Ziegeln.
Lehm kann für den Bau von Lehmöfen oder für das Einputzen von Boden- und Wandheizungen verwendet werden, da Lehm wie die meisten schweren Baustoffe gute Wärmespeichereigenschaften besitzt und an heißen Bauteilen eingesetzt werden kann.
In energetisch effizienten Gebäuden mit ökologischem Anspruch, werden Wandheizungen unter Lehmputz in Kombination mit solarer Thermie verwendet.
Im Gießereiwesen dient Lehm als Formgrundstoff zur Herstellung von Gussformen. Mit der Entwicklung der Eisengießerei um 1300 war das Formen in Lehm eines der ersten Formverfahren.  Modelleinrichtungen in kompletter Lehmformtechnologie werden nur noch in speziellen Fällen verwendet. Vor allem das Formen mittels Schablonenmodellen wird noch in der Glockengießerei angewendet. Bedeutsam bei diesem Formverfahren sind bestimmte Formstoffzusätze, welche die negativen Erscheinungen bei der Formtrocknung mildern und später Möglichkeiten zur Abgabe der Gießgase schaffen, während das Metall in die Formen gegossen wird.
Ebenso werden aus einem Gemisch aus Lehm und Stroh traditionell Rennöfen gebaut.
Ab einer Temperatur von 300 °C beginnt Lehm zu erhärten und wird dann als archäologisches Fundmaterial auch als Hüttenlehm bezeichnet.

## Lehm als Biotop

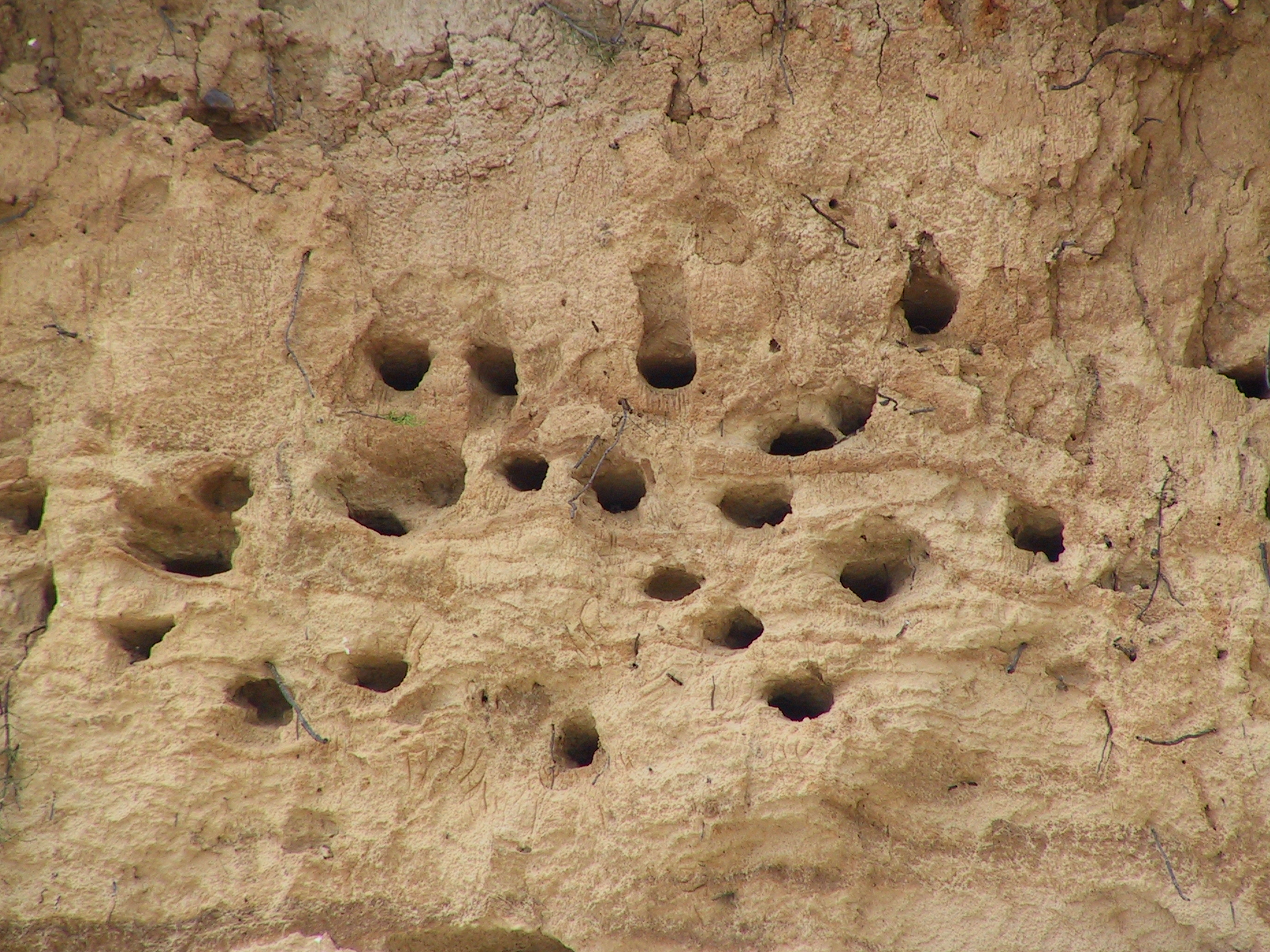
Brutröhren der Uferschwalbe in Lehm

Im Tierreich bauen beispielsweise die Lehmwespen ihre Nester vorwiegend mit oder im Lehm. Die lehmigen Ufer von Bächen oder Flüssen bevorzugen einige Vogelarten als Bauplatz für ihre Bruthöhlen, so etwa die Uferschwalbe. Zahlreiche Insekten sowie manche Spinnenarten bauen ihre Wohnhöhlen in Lehm, ebenso manche Schnecken.
Durch seine wasserstauenden Eigenschaften ist Lehm der Untergrund vieler Feuchtbiotope, wie sie etwa in zahlreichen Flussauen auftreten. Die Existenz etlicher Moore ist an das Vorkommen tonigen Lehms gebunden, so etwa im Hohen Venn.

## Lehm im Terrarium
In Terrarien, speziell bei Wüsten- und Trockenterrarien, wird Lehm zu folgenden Zwecken eingesetzt:
1. Rück- und Seitenwände werden mit einem Sand-Lehm-Gemisch beschichtet.
2. Lehmpulver ergibt, mit Sand vermischt, einen trittfesten Boden des Terrariums. Je nach Verhältnis von Lehm zu Sand kann die Mischung hart oder weich eingestellt werden (weiche Mischung für grabende Tiere).

Neben dem natürlichen Erscheinungsbild wirkt Lehm wie auch im Lehmbau feuchtigkeitspuffernd. Dadurch gelingt es besser, das oft erforderliche trockene Klima aufrechtzuerhalten.

## Heilzwecke
Lehm wird in Form von Heilerde innerlich (Einnahme) und äußerlich (Bäder, Wickel, Reinigung) angewendet. Die Wirksamkeit der Heilerde wurde bislang nicht durch ausreichende wissenschaftliche Studien bestätigt.

## Namensgebend
Fundorte für Lehm waren teilweise namensgebend, so im Münchener Raum für die Orte Berg am Laim und Laim, alle hangaufwärts entlang der Isar, wo eiszeitliche Winde den Lössstaub der Isarebene deponierten. In Günterstal gibt es einen Leimeweg, im benachbarten Horben das Gewann Leimgrube bzw. einen Leimiweg.

## Siehe auch

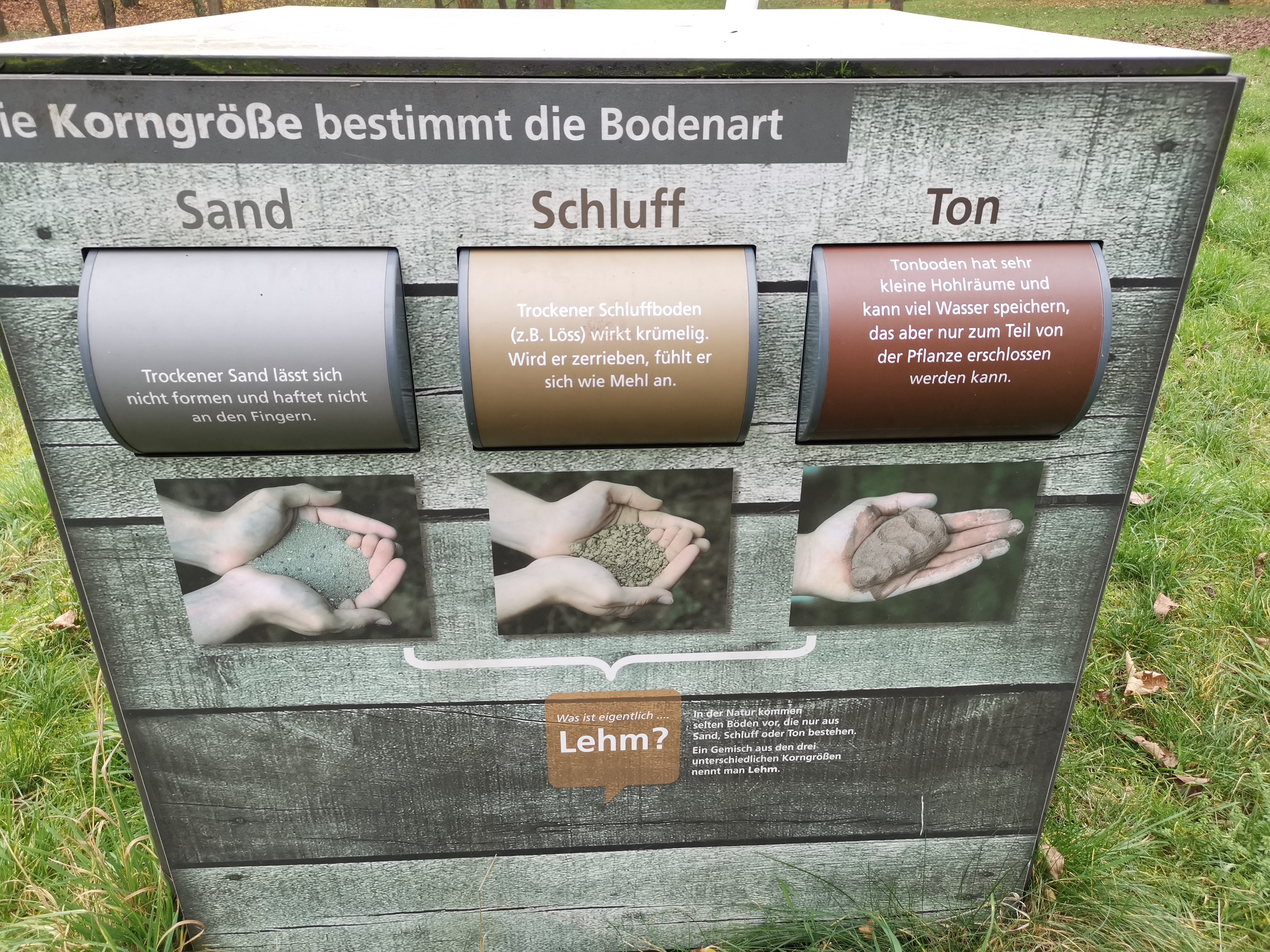
Was ist eigentlich Lehm? (Bodenerlebnisstation in Sulzbach)